# Piotr Hallmann
Piotr Hallmann (ur. 25 sierpnia 1987 w Gdyni) – polski zawodnik mieszanych sztuk walki, były podkomisarz Policji, były polski żołnierz w stopniu podporucznika Marynarki Wojennej RP. W latach 2013–2016 związany z organizacją UFC.

## Życiorys
Piotr Hallmann urodził się 25 sierpnia 1987 w Gdyni. Jest pierwszym profesjonalnym sportowcem z rodziny Hallmannów. Trenował na początku karate, piłkę nożną oraz capoeirę, jednak wybrał mieszane sztuki walki, które poznał dzięki swojemu koledze, profesjonalnemu zawodnikowi, Marcinowi Gułasiowi. Trenuje w Mighty Bulls Gdynia pod okiem Grzegorza Jakubowskiego.
Jest absolwentem Akademii Marynarki Wojennej. Obecnie jest oficerem Marynarki Wojennej w stopniu podporucznika.

## Kariera MMA

### Wczesna kariera
Karierę profesjonalnego zawodnika MMA rozpoczął na gali Beast of the East, gdzie pokonał Krzysztofa Adaszka. Po trzech kolejnych zwycięstwach przed czasem (m.in. nad Kierimem Abzaiłowem) poległ w walce z Christianem Eckerlinem na GMC 2.

### UFC
Po serii 9 zwycięstw, między innymi na MMA Attack 3 z Juhą-Pekką Vainikainenem podpisał kontrakt z Ultimate Fighting Championship na cztery walki. W amerykańskiej organizacji zadebiutował 4 września 2013 roku na gali UFC Fight Night 28 w Brazylii walką z Francisco Trinaldo. W pierwszej rundzie Brazylijczyk przeważał atakując Hallmanna kopnięciami na korpus, po których zaliczył nokdaun. Wraz z upływem czasu Trinaldo stawał się coraz wolniejszy i już na początku drugiej rundy dał się sprowadzić do parteru przez Hallmana, który zaczął zadawać krótkie ciosy łokciami. Po chwili Hallmann przeszedł pozycję rywala i założył bardzo ciasną kimurę (jednoczesna dźwignia na staw łokciowy i barkowy), którą brązowy pas brazylijskiego jiu-jitsu musiał odklepać. Za to zwycięstwo przed czasem Hallmann otrzymał bonus finansowy od organizacji w postaci 50 tys. $ w ramach „poddania wieczoru”.
22 dni później stoczył kolejną walkę z podopiecznym byłego mistrza UFC Matta Serry, Alem Iaquintą na gali UFC Fight Night: Machida vs. Munoz w Manchesterze. Hallmann uległ Amerykaninowi po 15 minutowym pojedynku na punkty. 
7 czerwca 2014 zmierzył się z mającym na koncie ponad 60 zawodowych walk Bahamczykiem Yvesem Edwardsem. Początkowo walka była wyrównana z minimalną przewagą Edwardsa. Druga runda to kontrola pojedynku przez Polaka i dominacja w parterze, w którym zadawał ciosy łokciami. W trzeciej odsłonie starcia, wyraźnie zmęczony Edwards nie radził sobie z zapasami Hallmanna, który wykorzystał szansę obalenia go i zajścia za plecy, gdzie błyskawicznie zapiął ciasne duszenie, poddając doświadczonego rywala. Hallmann za zwycięstwo prócz podstawowej wypłaty, otrzymał drugi już w UFC bonus finansowy w wysokości 50 tys. $, tym razem w ramach „występu wieczoru”.
13 września 2014 stoczył walkę z doświadczonym Gleisonem Tibau podczas gali UFC Fight Night: Silva vs Arlovski w stolicy Brazylii. Przegrał niejednogłośną decyzją sędziów (29-28, 29-28, 28-29). Pojedynek nagrodzono bonusem za walkę wieczoru. 6 października 2014 Brazylijska Komisja Atletyki MMA (CABMMA) poinformowała, że w wyniku badania przeprowadzonego po walce w organizmie Piotra Hallmana wykryty niedozwolony środek dopingujący, steryd anaboliczny drostanolon, wskutek czego Polak został zawieszony na okres 9 miesięcy, liczony od dnia walki. Hallman zaprzeczył, iż zastosował niedozwolone środki dopingujące i obarczył brazylijską komisję wynikiem przeprowadzonego testu.
Po odbyciu kary spowodowanej zawieszeniem za używanie dopingu Hallmann stoczył pojedynek z Rosjaninem, Magomiedem Mustafajewem na UFC Fight Night: Jędrzejczyk vs Penne. Przegrał przez techniczny nokaut w drugiej rundzie (niezdolność do walki z powodu rozcięcia). 
Swoją ostatnią walkę dla UFC stoczył z Alexem Oliveira 7 listopada 2015 roku w São Paulo. Ponownie przegrał przez nokaut, tym razem w trzeciej rundzie.
8 stycznia 2016 roku ogłoszono, że został zwolniony z UFC.

### FEN i ACB
Pierwszą walką po zwolnieniu z UFC był pojedynek z Jasonem Ponetem na gali Slava Republic 1, która odbyła się 30 kwietnia 2016 roku. Po bardzo wyrównanej walce pokonał Francuza przez niejednogłośną decyzję sędziów. 
5 lipca 2016 właściciel organizacji Fight Exclusive Night – Paweł Jóźwiak poinformował o podpisaniu kontraktu z "Płetwalem". Hallman zadebiutował dla organizacji 13 sierpnia 2016 podczas gali FEN 13: Summer Edition, która odbyła się w Gdyni. Jego rywalem był Kamil Łebkowski. Walka odbyła się w limicie wagi piórkowej i zakończyła się porażką Hallmanna przez jednogłośną decyzję sędziów.
Podczas gali FEN 17: Baltic Storm w dniu 12 maja 2017 zmierzył się z niepokonanym Patrykiem Nowakiem. Zwyciężył jednogłośną decyzją sędziów.
1 lipca 2017 roku na gali ACB 63 w hali Ergo Arenie stoczył walkę z Adrianem Zielińskim. Zwyciężył niejednogłośną decyzją sędziów, którzy punktowali 30-27, 29-28 i 28-29 na jego korzyść.
25 maja następnego roku podczas gali Boxing Night 14: Narodowa Gala Boksu na Stadionie PGE Narodowym zmierzył się z byłym mistrzem BAMMA, Damienem Lapilusem. Pojedynek zakończył się zwycięstwem Hallmanna przez TKO w pierwszej odsłonie walki, w której to Francuz nabawił się kontuzji nogi, która uniemożliwiła mu toczenie dalszej walki.

### Fame MMA
W styczniu 2025 roku, federacja typu freak fight, Fame MMA, ogłosiła udział Hallmanna w turnieju Underground Championship w wadze open (bez limitu kg), który rozegrał się 8 lutego 2025 na wydarzeniu Fame 24: Underground. Formułą turnieju była zasady MMA, jednak walka w parterowej pozycji mogła trwać tylko 15 sekund, po czym zostanie przeniesiona do stójkowej pozycji. Dodatkowo zawodnicy zamiast walki w oktagonie walczyli na specjalnej arenie w tzw. „basenie”. Hallmann w pierwszym etapie ćwierćfinałowym zawalczył z cięższym wagowo Denisem Załęckim, któremu uległ niejednogłośnie po pierwszej rundzie. Hallmann mimo porażki w ćwierćfinale przeszedł do półfinału, w którym zawalczył z Gracjanem Szadzińskim za kontuzjowaneo Załękiego. „Niebieski Samuraj” ponownie uległ rywalowi na punkty, tym razem jednogłośnie i odpadł z turnieju.

## Osiągnięcia

### Mieszane sztuki walki
- Celtic Gladiator
  - 2013: Mistrz CG w wadze lekkiej[42]

- World Freefight Challenge
  - 2012: Mistrz WFC w wadze lekkiej[43]

- Casino Fight Night
  - 2011: Zwycięzca turnieju CFN w wadze półśredniej[44]

## Lista zawodowych walk w MMA
| Wynik     | Bilans | Przeciwnik (bilans przed walką) | Rozstrzygnięcie                | Runda | Czas  | Rozgrywki                                | Data       | Miejsce        | Uwagi |
| --------- | ------ | ------------------------------- | ------------------------------ | ----- | ----- | ---------------------------------------- | ---------- | -------------- | --- |
| Przegrana | 19-8   | Gracjan Szadziński (10-7)       | Decyzja (jednogłośna)          | 1     | 5:00  | Fame 24: Underground                     | 08.02.2025 | Warszawa       | Półfinał turnieju Underground Championship w wadze open (bez limitu kg). Specjalne zasady: Limit 15 sekund parteru, walka w arenie „basenie”.    |
| Przegrana | 19-7   | Denis Załęcki (0-2)             | Decyzja (niejednogłośna)       | 1     | 5:00  | Fame 24: Underground                     | 08.02.2025 | Warszawa       | Ćwierćfinał turnieju Underground Championship w wadze open (bez limitu kg). Specjalne zasady: Limit 15 sekund parteru, walka w arenie „basenie”. |
| Wygrana   | 19-6   | Damien Lapilus (15-10-1)        | TKO (kontuzja nogi)            | 1     | 0:35  | Boxing Night 14: Narodowa Gala Boksu     | 25.05.2018 | Warszawa       | |
| Wygrana   | 18-6   | Adrian Zieliński (17-5)         | Decyzja (niejednogłośna)       | 3     | 5:00  | ACB 63                                   | 01.07.2017 | Gdańsk/Sopot   | Bonus za walkę wieczoru. |
| Wygrana   | 17-6   | Patryk Nowak (4-0)              | Decyzja (jednogłośna)          | 3     | 5:00  | FEN 17: Baltic Storm                     | 12.05.2017 | Gdynia         | |
| Przegrana | 16-6   | Kamil Łebkowski (14-4)          | Decyzja (jednogłośna)          | 3     | 5:00  | FEN 13: Summer Edition                   | 13.08.2016 | Gdynia         | Debiut w wadze piórkowej. Main Event |
| Wygrana   | 16-5   | Jason Ponet (15-9-1)            | Decyzja (niejednogłośna)       | 3     | 5:00  | Slava Republic 1                         | 30.04.2016 | Bojano         | |
| Przegrana | 15-5   | Alex Oliveira (13-3-1)          | KO (ciosy pięściami)           | 3     | 0:51  | UFC Fight Night: Belfort vs. Henderson 2 | 07.11.2015 | São Paulo      | |
| Przegrana | 15-4   | Magomied Mustafajew (11-2)      | TKO (interwencja lekarza)      | 2     | 3:24  | UFC Fight Night: Jędrzejczyk vs. Penne   | 20.06.2015 | Berlin         | |
| Przegrana | 15-3   | Gleison Tibau (30-10)           | Decyzja (niejednogłośna)       | 3     | 5:00  | UFC Fight Night: Silva vs Arlovski       | 13.09.2014 | Brasília       | Bonus za walkę wieczoru. Co-Main Event |
| Wygrana   | 15-2   | Yves Edwards (42-20-1)          | Poddanie (duszenie zza pleców) | 3     | 2:31  | UFC Fight Night: Henderson vs Khabilov   | 07.06.2014 | Albuquerque    | Bonus za występ wieczoru. |
| Przegrana | 14-2   | Al Iaquinta (6-2-1)             | Decyzja (jednogłośna)          | 3     | 5:00  | UFC Fight Night: Machida vs. Muñoz       | 26.10.2013 | Manchester     | |
| Wygrana   | 14-1   | Francisco Trinaldo (13-2)       | Poddanie (kimura)              | 2     | 3:50  | UFC Fight Night: Teixeira vs. Bader      | 04.09.2013 | Belo Horizonte | Debiut w UFC. Bonus za poddanie wieczoru. |
| Wygrana   | 13-1   | Juha-Pekka Vainikainen (20-6-1) | Decyzja (jednogłośna)          | 3     | 5:00  | MMA Attack 3                             | 27.04.2013 | Katowice       | |
| Wygrana   | 12-1   | Ivica Trušček (20-15)           | Poddanie (duszenie zza pleców) | 2     | 0:47  | Celtic Gladiator VI                      | 09.02.2013 | Saggart        | Zdobył pas mistrzowski Celtic Gladiator w wadze lekkiej. Main Event                                                                              |
| Wygrana   | 11-1   | Vaso Bakočević (11-1-1)         | TKO (przerwanie przez lekarza) | 2     | 0:47  | WFC 17: Olimp Live & Fight               | 21.10.2012 | Lublana        | Zdobył pas mistrzowski WFC w wadze lekkiej. |
| Wygrana   | 10-1   | Jarkko Latomaki (18-9)          | TKO (ciosy pięściami)          | 1     | 4:02  | BP 12 – Botnia Punishment 12             | 14.09.2012 | Seinäjoki      | Limit umowny -73 kg. |
| Wygrana   | 9-1    | Kevin Donnelly (8-4)            | Poddanie (duszenie zza pleców) | 2     | 4:47  | Cage Warriors Fight Night 5              | 22.05.2012 | Amman          | |
| Wygrana   | 8-1    | Szymon Walaszek (0-0)           | Poddanie (duszenie zza pleców) | 1     | 2:18  | R1 – Round 1                             | 12.11.2011 | Białogard      | |
| Wygrana   | 7-1    | Tamirlan Dadajew (4-1)          | Poddanie (duszenie zza pleców) | 1     | 11:23 | R2F – Casino Fight Night 2               | 09.04.2011 | Erfurt         | Wygrał turniej Casino Fight Night w wadze półśredniej.                                                                                           |
| Wygrana   | 6-1    | Avtandil Shoshiashvili (0-0)    | KO (cios pięścią)              | 1     | 0:12  | R2F – Casino Fight Night 2               | 09.04.2011 | Erfurt         | |
| Wygrana   | 5-1    | Rastislav Hanulay (4-2)         | Poddanie (duszenie zza pleców) | 2     | 4:08  | Ring XF 3 – Double Battle                | 05.03.2011 | Zgierz         | |
| Przegrana | 4-1    | Christian Eckerlin (5-0)        | TKO (niezdolność do walki)     | 4     | 0:51  | GMC 2 – Continued                        | 09.10.2010 | Herne          | Pojedynek o pas mistrza GMC w wadze półśredniej.                                                                                                 |
| Wygrana   | 4-0    | Kierim Abzaiłow (5-1)           | TKO (ciosy pięściami)          | 1     | 2:47  | RING XF 2 – Second Coming                | 30.05.2010 | Łódź           | Co-Main Event |
| Wygrana   | 3-0    | Rafał Terlikowski (0-0)         | TKO (ciosy pięściami)          | 1     | 1:42  | Shooto Poland – Polish Shooto League 9   | 27.02.2010 | Przodkowo      | |
| Wygrana   | 2-0    | Paweł Wołowiec (0-1)            | TKO (ciosy pięściami)          | 1     | 2:15  | Shooto Poland – Held vs. Lasota          | 21.11.2009 | Kielce         | |
| Wygrana   | 1-0    | Krzysztof Adaszak (0-1)         | TKO (ciosy pięściami)          | 1     | 2:49  | BOTE – Beast of the East                 | 14.11.2009 | Gdynia         | |